# Виала, Себастьян
Себастьян Виала (фр. Sébastien Viala; 1763–1849) — французский военный деятель, бригадный генерал (1806 год), шевалье (1810 год), участник революционных и наполеоновских войн. Имя генерала выбито на Триумфальной арке в Париже.

## Биография
Родился в Мулине (сейчас часть Олана, в 2 км к западу от Родеза) в семье мастера-шляпника Луи Виалы (фр. Jean Louis Viala; 1730–1808) и его супруги Мари Бессьер (фр. Marie Bessière; 1733–).
11 марта 1781 года, в день своего восемнадцатилетия, поступил на военную службу солдатом в пехотный полк Вермандуа. Служил на Корсике в мае 1783 года. 9 октября 1789 года вышел в отставку в чине сержанта-фурьера. 14 января 1792 года был избран капитаном роты волонтёров-егерей, сформированной в Родезе.
6 июня 1792 года женился в Родезе на Мари Жюльен (фр. Marie Rose Julien; 1773–1842), от которой имел сына Луи (фр. Louis Sébastien Viala; 1792–1813). 14 января 1798 года пара развелась.
4 июля 1792 года назначен командиром 2-го батальона волонтёров департамента Аверон. Сражался в рядах Альпийской и Итальянской армий, участвовал в сражениях при Пюже-Теньере, Изоле и Сент-Этьене, отличился при осаде Тулона. 16 апреля 1794 года возглавил батальон 56-й полубригады линейной пехоты, 9 июля 1796 года влившейся путём амальгамы в 85-ю полубригаду линейной пехоты. Участвовал в Итальянской кампании генерала Бонапарта, сражался при Чеве, Сен-Мишеле, Мондови и Риволи.
В 1798 году определён в состав Восточной армии и принял участие в Египетской экспедиции, отличился при оккупации Мальты, в сражениях при Александрии, Шебрейсе и Пирамидах. 19 мая 1799 года произведён в полковники, и был назначен командиром 85-й полубригады, участвовал в Сирийском походе. В 1800 году сражался при Гелиополисе и Бельбейсе. 21 марта 1801 года ранен пулей в голову в сражении при Канопе.
После возвращения во Францию служил в гарнизоне Саарлуи. 29 августа 1803 года его 85-й полк вошёл в состав 3-й пехотной дивизии генерала Дюрютта в лагере Брюгге Армии берегов Океана. Участвовал в Австрийской кампании 1805 года. В начале Прусской кампании 1806 года отличился в сражении при Ауэрштедте 14 октября, где корпус маршала Даву столкнулся с основной прусской армией. Наспех поставленный в авангарде, 85-й полк занял деревню Хассен-Хаузен, и «он вёл себя там, — говорит М. Тьер в своей «Истории консульства и империи», — с героической доблестью. Оттеснённый в глубь деревни, он с неописуемой твёрдостью держал позицию, отвечая непрерывным и ловко направленным огнём против грозных прусских масс. Этот полк потерял половину своего личного состава, но держался твёрдо, не колеблясь». Потери полка составили 1400 человек, в том числе 38 офицеров. Виала так доблестно действовал, что под ним были убиты две лошади, а 5-й бюллетень Великой Армии записал его среди убитых. Огнестрельное ранение прошло через его правый бок, и он был обязан своей жизнью только любовной заботе негритянки, которую он купил в Египте и которая с тех пор сопровождала его в походах в мужской одежде. 23 октября 1806 года произведён Наполеоном в бригадные генералы.
Несколько оправившись от ран в Хассен-Хаузене, 10 сентября 1807 года был назначен командующим департамента Аверон. 19 марта 1808 года получил должность командира 2-й кавалерийской бригады дивизии генерала Шабрана в Перпиньяне. 14 июня 1808 года назначен командующим департамента Верхние Пиренеи. Затем возглавил мобильную колонну в Каталонии, и ему было поручено проникнуть в важный район Фигерас, который был блокирован значительными силами неприятеля. Виала везде вёл себя с привычной храбростью; но состояние его здоровья продолжало внушать большое беспокойство. 9 июля 1808 года стал военным комендантом Фигераса. 15 ноября 1808 года определён в штаб Армии Испании. 31 октября 1809 года по состоянию здоровья зачислен в резерв и 9 ноября того же года получил должность коменданта Дома Инвалидов в Лёвене, но отказался от данного назначения. 12 апреля 1811 года ему было разрешено выйти в отставку. С 3 августа 1811 года по 26 июня 1813 года исполнял функции мэра Родеза. Умер в своём доме в Пти-Лангедок в Родезе 20 января 1849 года в возрасте 85 лет. Через четыре дня, его бывший сослуживец - генерал Тарер, написал заметку в «Журнале Аверона»: «Генерала Виалу всегда любили его офицеры и солдаты за храбрость, справедливость и доброжелательность. Отличавшими его военными качествами были хладнокровие, мужество превыше всего, полнейшая покорность. Никто лучше него не знал, в обстоятельствах, когда усталость преобладала над доблестью его солдат, как стать во главе их, передать им свою энергию и оживить их порыв».

## Воинские звания
- Капрал (25 июня 1784 года);
- Старший капрал (19 июля 1785 года);
- Сержант-фурьер (25 апреля 1787 года);
- Капитан (14 января 1792 года);
- Командир батальона (4 июля 1792 года);
- Полковник (19 мая 1799 года);
- Бригадный генерал (23 октября 1806 года).

## Титулы
- Шевалье Империи (фр. chevalier de l’Empire; патент подтверждён 22 октября 1810 года)[2].

## Награды
Легионер ордена Почётного легиона (11 декабря 1803 года)
 Офицер ордена Почётного легиона (14 июня 1804 года)